# Trofeo Matteotti 1988
Il Trofeo Matteotti 1988, quarantatreesima edizione della corsa, si svolse il 24 luglio 1988 su un percorso di 216 km, con partenza e arrivo a Pescara. La vittoria fu appannaggio dell'italiano Ennio Salvador, che completò il percorso in 5h28'00", alla media di 39,512 km/h, precedendo i danesi Jørgen Marcussen e Rolf Sørensen.

## Ordine d'arrivo (Top 10)
| Pos. | Corridore          | Squadra    | Tempo    |
| ---- | ------------------ | ---------- | -------- |
| 1    | Ennio Salvador     | Gewiss     | 5h28'00" |
| 2    | Jørgen Marcussen   | Fanini     | a 0'30"  |
| 3    | Rolf Sørensen      | Ariostea   | a 0'35"  |
| 4    | Maurizio Fondriest | Alfa Lum   | s.t.     |
| 5    | Edoardo Rocchi     | Selca      | s.t.     |
| 6    | Stefano Tomasini   | Fanini     | s.t.     |
| 7    | Francesco Cesarini | Ariostea   | s.t.     |
| 8    | Alberto Volpi      | Gewiss     | s.t.     |
| 9    | Davide Cassani     | Gewiss     | s.t.     |
| 10   | Marco Giovannetti  | Gis Gelati | s.t.     |